# Prelude en quadrupelfuga
Prelude en quadrupelfuga is een compositie van Alan Hovhaness. Hij oefende zich in dit werk in zijn liefhebberij  contrapunt.
Het werk begon als een vierdelig werk voor strijkkwartet, zijn Strijkkwartet nr. 1 opus 8 uit 1936. Hij had Die Kunst der Fuge van Johann Sebastian Bach voor ogen. In 1955 bewerkte hij het voor de 25e verjaardag van het Festival of American Music tot een werk voor symfonieorkest. Howard Hanson gaf de première met een orkest samengesteld leden van de Eastman School of Music, aan welke combinatie Hovhaness het werk opdroeg. Die combinatie legde het werk toen ook vast voor Mercury Records. Het bestaat dan uit een prelude in andante en een fuga in allegro.  
Orkestratie:
- 2 dwarsfluiten, 2 hobo’s, 2 klarinetten, 2 fagotten
- 4 hoorns, 2 trompetten, 3 trombones
- pauken
- violen, altviolen, celli, contrabassen